# Ethne
Ethne, auch Eithne,  ist der Name mehrerer Figuren der keltischen Mythologie Irlands. 
- Im Lebor Gabala Eirenn („Das Buch der Landnahmen Irlands“) gilt sie durch Elatha als die Mutter des Dagda und Ogmas, sowie Delbaeths.
- Ethniu ist die Tochter der Formoren Balor und Cethlionn und somit die Mutter Lughs und die Großmutter Abhcans.
- Auch Etan, die Tochter Dian Cechts, wird als Abhcans Großmutter erwähnt, es ist nicht sicher, ob damit die gleiche Sagenfigur gemeint ist.
- Étaín heißt die Tochter Tuirenns, ebenfalls eine mögliche Form des Namens Ethne/Eithne.
- In der Sage Esnada Tige Buchet trägt die Tochter des Königs Cathair Mór und Gattin Cormac mac Airts den Namen Eithne Tháebfhota.
- Die Frau des sagenhaften Hochkönigs Fíachu Finnolach soll so geheißen haben.
- Ebenso die Mutter des irischen Schutzheiligen Columban von Iona.
- Der von einigen Sagengestalten getragene Name Áine ist eine weitere Namensvariation (siehe dort).